# Roberto Fernández (boliwijski piłkarz)
Roberto Carlos Fernández Toro (ur. 12 lipca 1999 w Santa Cruz) – boliwijski piłkarz występujący na pozycji lewego obrońcy lub lewego pomocnika, reprezentant Boliwii, od 2023 roku zawodnik rosyjskiej Bałtiki Kaliningrad.